# Tlaxco, San Luis Potosí
Tlaxco är en ort i Mexiko.   Den ligger i kommunen Coxcatlán och delstaten San Luis Potosí, i den centrala delen av landet, 230 km norr om huvudstaden Mexico City. Tlaxco ligger 206 meter över havet och antalet invånare är 272.
Terrängen runt Tlaxco är kuperad åt nordost, men åt sydväst är den bergig. Runt Tlaxco är det ganska tätbefolkat, med 160 invånare per kvadratkilometer. Närmaste större samhälle är Villa Terrazas, 12,2 km sydost om Tlaxco. Omgivningarna runt Tlaxco är en mosaik av jordbruksmark och naturlig växtlighet.